# Gia Gunn
Gia Keitaro Ichikawa (Chicago, 10 de maio de 1990), mais conhecida pelo nome artístico Gia Gunn, é uma drag queen e ativista norte-americana, com ascendência japonesa. Ganhou notoriedade ao participar como uma das competidoras da sexta temporada de RuPaul's Drag Race, bem como da segunda e quarta temporada de The Switch Drag Race e RuPaul's Drag Race: All Stars, respectivamente. Em 2018, realizou uma cirurgia de redesignação sexual e aderiu ao nome Gia em sua certidão de nascimento. No ano seguinte, estrelou no vídeo musical para "Not Ok" do disc jockey (DJ) Kygo.